# Acantilados y Fondos Marinos Tesorillo-Salobreña
Acantilados y Fondos Marinos Tesorillo-Salobreña este o arie protejată (arie specială de conservare — SAC, sit de importanță comunitară — SCI) din Spania întinsă pe o suprafață de 1.045,13 ha, integral pe uscat.

## Localizare
Centrul sitului Acantilados y Fondos Marinos Tesorillo-Salobreña este situat la coordonatele 36°44′03″N 3°37′55″W / 36.7343°N 3.632°V.

## Înființare
Situl Acantilados y Fondos Marinos Tesorillo-Salobreña a fost declarat sit de importanță comunitară în ianuarie 2001 pentru a proteja 19 specii de animale. Situl a fost protejat și ca arie specială de conservare în august 2015.

## Biodiversitate
Situată în ecoregiunile marină mediteraneană și mediteraneană, aria protejată conține 6 habitate naturale: Matorral arborescenți cu Zyziphus, Pseudostepă cu ierburi și specii anuale de Thero-Brachypodietea, Tufărișuri halo-nitrofile (Pegano-Salsoletea), Faleze cu vegetație de Limonium spp. endemic de pe coastele mediteraneene, Recifuri, Galerii și tufărișuri riverane sudice (Nerio-Tamaricetea și Securinegion tinctoriae).
La baza desemnării sitului se află mai multe specii protejate:
- păsări (17): Calonectris diomedea, prundăraș de sărătură (Charadrius alexandrinus), chirichița cu obraz alb (Chlidonias hybrida), chirighiță neagră (Chlidonias niger), pescăriță râzătoare (Gelochelidon nilotica), Hydrobates pelagicus, Hydrocoloeus minutus, pescăriță mare (Hydroprogne caspia), Larus audouinii, Larus genei, pescăruș-cu-cap-negru (Larus melanocephalus), vultur pescar (Pandion haliaetus), Phalacrocorax aristotelis desmarestii, Puffinus mauretanicus, chiră de baltă (Sterna hirundo), chiră mică (Sternula albifrons), chiră de mare (Thalasseus sandvicensis)
- mamifere (1): delfin mare (Tursiops truncatus)
- reptile (1): Caretta caretta

Pe lângă speciile protejate, pe teritoriul sitului au mai fost identificate 6 specii de plante, 4 specii de mamifere, 13 specii de nevertebrate, 1 specie de pești, 1 specie de reptile.